# Grand Prix automobile de Malaisie 2000
GP précédent GP suivant
Le Grand Prix automobile de Malaisie 2000 (2000 Petronas Malaysian Grand Prix), disputé sur le circuit international de Sepang le 22 octobre 2000, est la 663e épreuve de l'histoire du championnat du monde de Formule 1 courue depuis 1950 et la dix-septième et dernière épreuve du championnat 2000.

## Classement
| Pos. | No | Pilote                | Écurie             | Tours | Temps/Abandon                      | Grille | Points |
| ---- | -- | --------------------- | ------------------ | ----- | ---------------------------------- | ------ | ------ |
| 1    | 3  | Michael Schumacher    | Ferrari            | 56    | 1 h 35 min 54 s 235 (194,199 km/h) | 1      | 10     |
| 2    | 2  | David Coulthard       | McLaren-Mercedes   | 56    | + 0 s 732                          | 3      | 6      |
| 3    | 4  | Rubens Barrichello    | Ferrari            | 56    | + 18 s 444                         | 4      | 4      |
| 4    | 1  | Mika Häkkinen         | McLaren-Mercedes   | 56    | + 35 s 269                         | 2      | 3      |
| 5    | 22 | Jacques Villeneuve    | BAR-Honda          | 56    | + 1 min 10 s 692                   | 6      | 2      |
| 6    | 7  | Eddie Irvine          | Jaguar-Ford        | 56    | + 1 min 12 s 568                   | 7      | 1      |
| 7    | 12 | Alexander Wurz        | Benetton-Playlife  | 56    | + 1 min 29 s 314                   | 5      |        |
| 8    | 17 | Mika Salo             | Sauber-Petronas    | 55    | + 1 tour                           | 17     |        |
| 9    | 11 | Giancarlo Fisichella  | Benetton-Playlife  | 55    | + 1 tour                           | 13     |        |
| 10   | 19 | Jos Verstappen        | Arrows-Supertec    | 55    | + 1 tour                           | 15     |        |
| 11   | 14 | Jean Alesi            | Prost-Peugeot      | 55    | + 1 tour                           | 18     |        |
| 12   | 6  | Jarno Trulli          | Jordan-Mugen-Honda | 55    | + 1 tour                           | 9      |        |
| 13   | 21 | Gaston Mazzacane      | Minardi-Fondmetal  | 50    | Moteur                             | 22     |        |
| Abd. | 8  | Johnny Herbert        | Jaguar-Ford        | 48    | Accident                           | 12     |        |
| Abd. | 23 | Ricardo Zonta         | BAR-Honda          | 46    | Moteur                             | 11     |        |
| Abd. | 9  | Ralf Schumacher       | Williams-BMW       | 43    | Hydraulique                        | 8      |        |
| Abd. | 20 | Marc Gené             | Minardi-Fondmetal  | 36    | Roue                               | 21     |        |
| Abd. | 10 | Jenson Button         | Williams-BMW       | 18    | Moteur                             | 16     |        |
| Abd. | 5  | Heinz-Harald Frentzen | Jordan-Mugen-Honda | 7     | Panne électrique                   | 10     |        |
| Abd. | 18 | Pedro de la Rosa      | Arrows-Supertec    | 0     | Collision                          | 14     |        |
| Abd. | 15 | Nick Heidfeld         | Prost-Peugeot      | 0     | Collision                          | 19     |        |
| Abd. | 16 | Pedro Diniz           | Sauber-Petronas    | 0     | Collision                          | 20     |        |

## Pole position et record du tour
- Pole position : Michael Schumacher en 1 min 37 s 397 (vitesse moyenne : 204,881 km/h).
- Meilleur tour en course : Mika Häkkinen en 1 min 38 s 543 au 34e tour (vitesse moyenne : 202,498 km/h).

## Tours en tête
- Mika Häkkinen : 2 (1-2)
- David Coulthard : 15 (3-17)
- Michael Schumacher : 36 (18-24 / 26-39 / 42-56)
- Rubens Barrichello : 3 (25 / 40-41)

## Statistiques
- 44e victoire pour Michael Schumacher.
- 135e victoire pour Ferrari en tant que constructeur.
- 135e victoire pour Ferrari en tant que motoriste.
- À l'issue de cette course, la Scuderia Ferrari est championne du monde des constructeurs.
- La course est neutralisée lors des deux premiers tours à la suite de l'accrochage entre Nick Heidfeld, Pedro de la Rosa et Pedro Diniz.